# سلمان بن عيسى بن علي آل خليفة
سلمان بن عيسى بن علي آل خليفة (1873 في المنامة، البحرين - 1893 في الرياض، السعودية) الابن البكر لحاكم البحرين الثامن عيسى بن علي آل خليفة وولي العهد من 1890 إلى وفاته في 1893.

## السيرة الذاتية
ولد في المنامة في عام 1873. والدته هيا بنت محمد آل خليفة. تلقى تعليما خاصا. عينه والده وليا للعهد في عام 1890. تزوج من عائشة بنت علي آل خليفة (التي تزوجت من بعده في عام 1894 من شقيقه الأصغر حمد بن عيسى آل خليفة حاكم البحرين التاسع). توفي بعد أدائه فريضة الحج بالقرب من الرياض عاصمة السعودية في عام 1893 عن عمر ناهز 20 سنة. أنجب ابن واحد خليفة وابنتان فاطمة وهيا.